# Audi-Sportpark
L'Audi-Sportpark è uno stadio di calcio, che si trova nei pressi di Ingolstadt in Baviera.
Lo stadio è stato originariamente inaugurato nel 2010 e oggi contiene 15 800 persone. Ospita gli incontri casalinghi del Fußballclub Ingolstadt 04.